# Witching Hour
Witching Hour é o terceiro álbum de estúdio da banda de electropop inglesa Ladytron, lançado dia 3 de outubro de 2005.
Uma edição especial deste álbum contém um segundo disco de músicas e vídeos recentes e o documentário Once Upon a Time in the East - Ladytron in China, detalhando os melhores momentos deles na tour que passou pela China. "Sugar" e "Destroy Everything You Touch" foram os singles do álbum. Algumas edições do álbum não incluem as músicas "CMYK" ou "Untitled" ou nenhuma das duas. A música "Destroy Everything You Touch" esteve presente na trilha sonora do jogo 2006 FIFA World Cup.

## Faixas
1. "High Rise" – 4:54
2. "Destroy Everything You Touch" – 4:36
3. "International Dateline" – 4:17
4. "Soft Power" – 5:19
5. "CMYK" – 1:49
6. "amTV" – 3:26
7. "Sugar" – 2:50
8. "Fighting in Built Up Areas" – 3:59
9. "The Last One Standing" – 3:11
10. "Weekend" – 3:57
11. "Beauty*2" – 4:23
12. "Whitelightgenerator" – 3:59
13. "All the Way..." – 4:08
14. "Untitled" – 9:03 (Uma faixa de completo silêncio, não listada na capa e nem no encarte do cd)

## Disco bônus
1. "High Rise" (Club mix) – 6:08
2. "Nothing to Hide" – 3:51
3. "Weekend" (James Iha remix) – 4:00
4. "Citadel" – 3:48
5. "Tender Talons" – 3:28
6. "Last One Standing" (Shipps and Tait mix) – 3:46
7. "Soft Power" (Ebon's Strong Weakness mix) – 5:39
8. "International Dateline - Harmonium Session" – 4:18